# Júlio Mesquita
Júlio Mesquita is een gemeente in de Braziliaanse deelstaat São Paulo. De gemeente telt 4.539 inwoners (schatting 2009).